# Clyde Edwards-Helaire
Clyde Edwards-Helaire (Baton Rouge, 11 aprile 1999) è un giocatore di football americano statunitense che milita nel ruolo di running back per i New Orleans Saints della National Football League (NFL).

## Carriera universitaria
Nella sua prima stagione a LSU Edwards-Helaire disputò tutte le 13 partite dei Tigers, giocando in particolare negli special team. L'anno seguente fu secondo nella squadra con 658 yard corse e 7 touchdown.
Nel 2019 Edwards-Helaire fu nominato running back titolare. Giocò un grosso ruolo nella vittoria su Alabama, terza classificata nella nazione, correndo 103 yard e 3 touchdown e ricevendo 9 passaggi per 77 yard e un altro touchdown nel 46–41 venendo premiato come giocatore offensivo della settimana della Southeastern Conference insieme al quarterback  di LSU Joe Burrow. Concluse la stagione regolare con 1.414 yard corse (terzo massimo nella storia dell'istituto) e 16 touchdown, venendo inserito nella formazione ideale della SEC, oltre ad essere semifinalista per il Doak Walker Award. Dopo avere giocato poco nel Peach Bowl 2019 a causa di un infortunio al tendine del ginocchio, Edwards-Helaire corse 16 volte per 110 yard nella vittoria di LSU per 42–25 su Clemson nella finale del campionato NCAA. A fine anno annunciò la sua intenzione di passare tra i professionisti.

## Carriera professionistica
Edwards-Helaire fu scelto nel corso del primo giro (32º assoluto) del Draft NFL 2020 dai Kansas City Chiefs. Debuttò come professionista partendo come titolare nel primo turno vinto contro gli Houston Texans, correndo 138 yard e segnando un touchdown e venendo premiato come running back della settimana. Tornò a segnare nella settimana 7 nella vittoria sui Denver Broncos. La sua prima stagione regolare si chiuse con 803 yard corse e 4 touchdown in 13 presenze, tutte come titolare. Nella finale della AFC segnò un touchdown nella vittoria sui Buffalo Bills che qualificò i Chiefs al Super Bowl. Nella finalissima corse 9 volte per 63 yard ma Kansas City fu sconfitta dai Tampa Bay Buccaneers.
Nel terzo e quarto turno della stagione 2021 eEdwards-Helaire bbe due gare consecutive da 100 yard corse. Dopo essersi infortunato al ginocchio nel quinto turno contro i Buffalo Bills fu inserito in lista infortunati il 12 ottobre 2021. Tornò nel roster attivo il 20 novembre 2021. La sua annata si chiuse con 517 yard corse, 4 marcature su corsa e 2 su ricezione in dieci presenze.
Edwards-Helaire aprì la stagione 2022 con due touchdown nella vittoria sugli Arizona Cardinals. Tuttavia a causa di prestazioni altalenanti finì con il perdere il posto da titolare in favore del rookie scelto nel settimo giro Isiah Pacheco. Il 23 novembre 2022 fu inserito in lista infortunati. Tornò nel roster attivo il 6 febbraio 2023, ma fu inattivo nel Super Bowl LVII. Senza Edwards-Helaire, i Chiefs vinsero il Super Bowl LVII contro i Philadelphia Eagles. Il 2 maggio 2023 i Chiefs optarono per non sfruttare l'opzione per un quinto anno nel contratto del giocatore, rendendolo free agent a fine stagione.
Nel quindicesimo turno del 2023 Edwards-Helaire disputò la miglior gara stagionale guadagnando 101 yard dalla linea di scrimmage e segnando un touchdown su ricezione nella vittoria sui New England Patriots.

## Palmarès

### Franchigia
- Super Bowl : 2

Kansas City Chiefs: LVII, LVIII
- American Football Conference Championship: 3

Kansas City Chiefs: 2020, 2022, 2023

### Individuale
- Running back della settimana: 1

1ª del 2020